# El Refugio (Ahuachapán)
El Refugio è un comune del dipartimento di Ahuachapán, in El Salvador.
Amministrativamente è divisa in tre cantones: Comapa, El Rosario e San Antonio.